# Tisbe monozota
Tisbe monozota is een eenoogkreeftjessoort uit de familie van de Tisbidae. De wetenschappelijke naam van de soort is voor het eerst geldig gepubliceerd in 1962 door Bowman.